# Obertura catalana
S'anomena catalana una coneguda obertura hipermoderna en el joc dels escacs, que pot ser considerada per les blanques com una barreja del gambit de dama i l'obertura de Réti.
|  |

## Introducció
Les blanques juguen d4 i c4 i fan un fianchetto amb l'alfil a g2. Una seqüència d'obertura comuna és 1.d4 Cf6 2.c4 e6 3.g3 d5 4.Ag2, tot i que a la posició resultant s'hi pot arribar des de molts ordres de jugades diferents, i pot derivar un gran nombre de variants.
Les negres han de triar entre dues opcions. A la catalana " oberta " poden jugar ...dxc4 i poden tractar de mantenir el peó amb ...b5, o bé cedir-lo guanyant temps per aclarir el seu joc. A la catalana " tancada ", les negres no capturen a c4; el joc pot semblar incòmode durant unes jugades, però és una posició força sòlida.
El terme prové del torneig organitzat el 1929 a Barcelona, en el marc de l'Exposició Universal, quan se li va demanar a Savielly Tartakower que creés una nova variant en homenatge a la singular història i antiguitat dels escacs a Catalunya.
Tanmateix s'havia fet servir alguns cops abans que Tartakower la fes servir al torneig. Sense anar gaire lluny, a la partida Réti-Leonhardt de l'any 1928 a Berlín, es va fer un intercanvi inicial gairebé idèntic.
Pocs jugadors de la màxima categoria mundial han jugat la Catalana amb regularitat, tot i que molts s'han interessat per ella. Una de les vegades més recordades succeí quan a Londres, el 1983, Garri Kaspàrov i Víktor Kortxnoi la van fer servir amb regularitat en el seu enfrontament a les semifinals de candidats, en el camí per decidir qui lluitaria contra Anatoli Kàrpov pel títol de campió del món. En total 5 de les 11 partides tingueren aquesta obertura.
Magnus Carlsen és un dels jugadors contemporanis que més vegades fa servir l'obertura catalana a les seves partides. Al campionat del món d'escacs del 2021 que se celebrà a Dubai, l'obertura catalana va ser la més utilitzada per l'actual campió del món.
L'any 2004 Ruben Felgaer va guanyar un torneig que celebrava el 75è aniversari del torneig de l'any 1929 i el naixement de l'obertura, amb Grans Mestres com Víktor Kortxnoi, Mihail Marin, Lluís Comas i Viktor Moskalenko, i l'MI Manel Granados. Totes les partides del torneig, que també es va disputar a Barcelona, van començar amb els moviments 1.d4 d5 2.c4 e6 3.g3 Cf6.

## Variant clàssica de la catalana oberta
La variant clàssica de la catalana comença amb 1.d4 Cf6 2.c4 e6 3.g3 d5 4.Ag2 dxc4 5.Cf3 Ae7. Les blanques donen un peó a canvi de temps per desenvolupar-se, canvi similar al d'un gambit. A més, sense el peó de d5, l'alfil blanc de caselles negres dificulta el desenvolupament del flanc de dama negre.
Aquesta variant ha estat una de les preferides d'Anatoli Kàrpov i de Iefim Hèl·ler amb negres i d'Oleg Romànixin amb blanques. El seu codi ECO és l'E05.